# Dumont 360
Dumont 360 était une émission de télévision québécoise diffusée sur V du lundi 7 septembre 2009 jusqu'en mai 2010. Elle était animée par Mario Dumont, ancien député de Rivière-du-Loup et ancien chef de l'Action démocratique du Québec (ADQ). On y traitait particulièrement d'actualité et d'affaires publiques. Le lundi 30 août 2010, l'émission change de nom pour Dumont. Cette émission a pris fin en août 2012, Mario Dumont quittant V pour la chaîne d'actualités LCN afin d'y animer une émission appelée Mario Dumont à partir du 4 septembre 2012.
Il s'agissait d'une idée originale de LP8 Média.